# Eldol
Eldol was volgens de legende, zoals beschreven door Geoffrey van Monmouth, koning van Brittannië. Hij werd voorgegaan door koning Archmail en werd opgevolgd door zijn zoon Redon. Eldol regeerde van 157 v.Chr. - 152 v.Chr.